# Chỏm băng

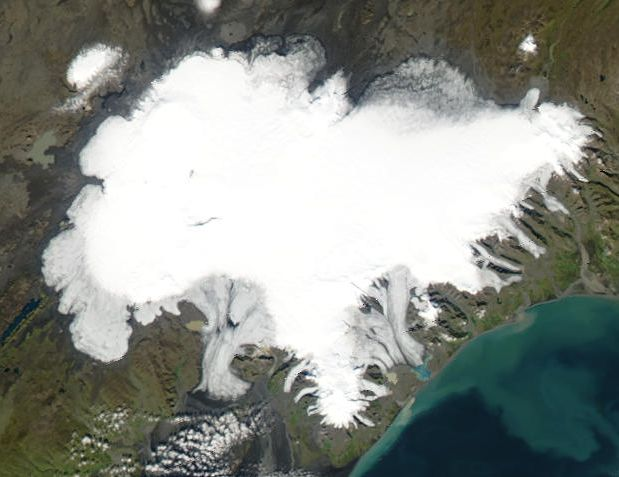
Vatnajökull, Iceland

Chỏm băng là một khối băng hình vòm che phủ nhỏ hơn 50.000 km² diện tích đất (thông thường che phủ vùng cao nguyên). Các khối băng che phủ trên 50.000 km² được gọi là các dải băng.
Các chỏm băng không bị giam hãm trong các đặc trưng địa hình (nghĩa là chúng nằm trên các đỉnh núi) nhưng vòm của chúng thường có tâm điểm xung quanh các điểm cao nhất của khối núi. Băng chảy ra từ điểm cao này theo các đường chia băng về phía các rìa, lề của chỏm băng.
Vatnajökull là một ví dụ về chỏm băng tại Iceland.